# Matthew Shipp
Matthew Shipp (Wilmington, Delaware, 7 de diciembre de 1960) es un compositor y pianista estadounidense de jazz contemporáneo y free jazz. Su madre era hermana del trompetista Clifford Brown.

## Historial
Comenzó tocando con grupos de rock en la high school. Shipp estudió después en la Universidad de Delaware un año, antes de trasladarse al New England Conservatory of Music, donde recibió clases del saxofonista Joe Maneri. 
Shipp estuvo muy activo hasta comienzo de los años 1990, apareciendo en docenas de álbumes como líder, acompañante o productor. 
Shipp formó parte durante bastante tiempo del cuarteto del saxofonista David Ware. Ha grabado y tocado en directo con muchos músicos, entre ellos William Parker, DJ Spooky, Joe Morris, Daniel Carter, Roscoe Mitchell, Mat Maneri, High Priest, Beans del grupo Antipop Consortium, y El-P.
Entre 1997 y 2001, el sello suizo HatOLOGY publicó siete discos de Shipp, que mostraban la "valentía y capacidad" del pianista para desarrollar su trabajo en formatos muy diferentes, desde dúos a inusuales tríos de piano-violín-contrabajo, o sextetos con metales.
En febrero de 2011, Shipp un disco doble titulado "Art of the Improviser", considerado como la más lograda de sus obras en cuanto a lenguaje musical. The Chicago Tribune calificó este proyecto como "monumental" y "galvanizante"

## Estilo
El pianista Matthew Shipp se sitúa en el extremo opuesto al tradicionalismo que impulsan músicos como Wynton Marsalis, o quizás sería más exacto decir simplemente que para él la tradición consiste en afrontar el riesgo de explorar nuevos caminos, sin ataduras con ninguna escuela, lo que convierte su obra en una especie de búsqueda mística que pretende seguir las enseñanzas de Coltrane o Sun Ra.

Shipp comenzó tocando esencialmente free jazz, pero poco a poco incorporó elementos de la música clásica contemporánea, el hip hop o la música electrónica. Su denso y percusivo estilo se suele comparar con el de Cecil Taylor, aunque Shipp siempre ha considerado que se trata de una comparación superficial.

## Discografía

### Solo
- Symbol Systems (No More, 1995)
- Before the World (FMP, 1997)
- Songs (Splasc(h), 2001)
- One (Thirsty Ear, 2006)
- Un Piano (Rogue Art, 2008)
- 4D (Thirsty Ear, 2010)
- Creation Out Of Nothing (Live in Moscow) (SoLyd, 2010) 2CD

### Como líder o colíder
- Sonic Explorations (Cadence Jazz, 1987–88) con Rob Brown
- Circular Temple (Quinton, 1990)
- Points (Silkheart, 1991)
- Zo (Rise, 1993) con William Parker
- Prism (Brinkman, 1993)
- Critical Mass (2.13.61, 1994)
- 2-Z (2.13.61, 1996) con Roscoe Mitchell
- The Flow of X (2.13.61, 1996)
- By the Law of Music (hatOLOGY, 1996)
- Thesis (hatOLOGY, 1997) con Joe Morris
- The Multiplication Table (hatOLOGY, 1997)
- Strata (hatOLOGY, 1997)
- Gravitational Systems (hatOLOGY, 1998) con Mat Maneri
- DNA (Thirsty Ear, 1999)
- Magnetism (Bleu Regard, 1999)
- Expansion, Power, Release (hatOLOGY, 1999)
- Pastoral Composure (Thirsty Ear Blue Series, 2000)
- New Orbit (Thirsty Ear Blue Series, 2000)
- Nu Bop (Thirsty Ear Blue Series, 2002)
- Equilibrium (Thirsty Ear Blue Series, 2002)
- Antipop vs. Matthew Shipp (Thirsty Ear Blue Series, 2003)
- The GoodandEvil Sessions (Thirsty Ear Blue Series, 2003) con Roy Campbell, Alex Lodico, Miso, William Parker, Josh Roseman
- The Sorcerer Sessions (Thirsty Ear Blue Series, 2003) con Gerald Cleaver y William Parker
- High Water (Thirsty Ear Blue Series, 2004) Blue Series Continuum y El-P
- The Trio Plays Ware (Splasc(h) 2004)
- Harmony and Abyss (Thirsty Ear Blue Series, 2004) con Gerald Cleaver y William Parker
- Phenomena of Interference (Hopscotch, 2006) con Steve Dalachinsky
- A Tribute to Jean Genet (RogueArt, 2006) con Declared Enemy
- Piano Vortex (Thirsty Ear Blue Series, 2007) con Joe Morris y Whit Dickey
- Right Hemisphere (RogueArt, 2008) con Rob Brown, Joe Morris y Whit Dickey
- Harmonic Disorder (Thirsty Ear Blue Series, 2009) con Joe Morris y Whit Dickey
- Night Logic (RogueArt, 2011) con Marshall Allen y Joe Morris
- Art of the Improviser (Thirsty Ear Blue Series, 2011) con William Parker y Whit Dickey
- SaMa Live in Moscow (SoLyd, 2011) Dúo con Sabir Mateen
- Cosmic Lieder (AUM, 2011) Dúo con Darius Jones